# СТАРТ 3
Третият договор за Ограничаване на стратегическите нападателни оръжия (на английски: Strategic Arms Reduction Treaty) е договорен между САЩ и Русия и трябва драстично да намали ядрените арсенали на двете страни. Началото на преговорите е поставено в Хелзинки между президента на САЩ Бил Клинтън и президента на Русия Борис Елцин през 1997 г. Преговорите по СТАРТ 3 трябва да започнат веднага след като СТАРТ 2 бъде ратифициран от Руската Федерация. В крайна сметка преговорите се провалят и договор не е подписан.
Основните елементи, заложени в договора са:
- Към 31.12.2007 г. САЩ и Русия трябва да разполагат с не повече от 2000 до 2500 стратегически ядрени бойни глави на интерконтинентални балистични ракети, както и на ракети изстрелвани от подводници и тежки бомбардировачи, което представлява между 30% и 45% намаляване броя на общите разгърнати ядрени глави, разрешени от СТАРТ 2 и повече от 65% намаление в сравнение със заложеното в СТАРТ 1. Руските официални власти заявяват, че желаят допълнително намаляване на броя до 1500 стратегически ядрени бойни глави.
- САЩ и Русия трябва да договорят мерки за прозрачност при инвентаризацията и унищожаването на запасите от ядрени бойни глави.

В отговор на притесненията на руската страна за разходите за демонтиране и разглобяване на силозите, подводниците и самите ядрени ракети, се постига договореност да се удължи срокът до 21.12.2007 г. За да не се стигне до ново удължаване на срока, в който ядрените арсенали са над нивата заложени в СТАРТ 2, всички системи, подлежащи на унищожение, трябва да бъдат деактивирани като се премахнат ядрените бойни глави или като се предприеме друга от договорените в СТАРТ 2 стъпки до 31.12.2003 г. Това трябва да се осъществи чрез използването на (Nunn–Lugar Cooperative Threat Reduction).
В допълнение президентите на двете страни се съгласяват да изследват какви мерки могат да се предприемат по отношение на ядрените ракети с голям обхват, изстрелвани от кораби и подводници. Тези дискусии ще бъдат проведени отделно от преговорите за СТАРТ 3, но напълно в контекста на споразумението.
В бъдеще Москва и Вашингтон трябва да осигурят и прозрачност и при унищожаването на материалите за производство на ядрени оръжия. Точно това е и слаба страна на договореностите от Хелзинки, тъй като такова общо определение е в полза на Москва, която не желае да прави усилия в полза на прозрачността при редуцирането на броя на оръжията и материалите, използвани за ядрени цели.
На практика нищо от договореното в Хелзинки и на по-късен етап не се осъществява поради множеството разногласия между САЩ и Русия по важни параметри както на самия договор, така и на странични фактори – Русия се противопоставя на източното разширение на НАТО и американските планове за ракетна защита. Русия успява да спре какъвто и да е прогрес в преговорите, ако някой от горните въпроси не се разисква. В допълнение Русия предлага намаляване на ядрените арсенали още повече – до между 1000 и 1500 бойни глави, което предложение е блокирано от САЩ. Твърде малък прогрес е постигнат за завършването на преговорите за СТАРТ III. Президентът Клинтън обръща отново внимание на въпроса през 1999 г., което изиграва роля в изборите през 2000 г., но разногласията в САЩ по темата водят до патова ситуация. Решението на администрацията на Джордж Буш-младши да се оттегли от договора слага окончателен край на СТАРТ III.